# Григалаускас, Юргис
Юргис Григалаускас (лит. Jurgis Grigalauskas; 20 апреля 1912, Ковно — 6 августа 1998, Кук, Иллинойс) — литовский и советский хоккеист, защитник и нападающий.

## Биография
Юргис Григалаускас родился 20 апреля 1912 года в российском городе Ковно (сейчас Каунас в Литве).
Играл в хоккей с шайбой на позициях защитника и нападающего. Выступал за каунасские ЛФЛС (1930—1931, 1933—1934), «Таурас» (1937—1938, 1939—1940, 1941—1942) и «Спартак» (1940—1941). Четырежды становился чемпионом Литвы: в 1931 и 1934 годах с ЛФЛС, в 1938 и 1940 годах — с «Таурасом».
В 1938 году в составе сборной Литвы участвовал в чемпионате мира в Праге, где она поделила 10-12-е места. Провёл 4 матча, шайб не забрасывал.
Впоследствии эмигрировал в США.
Умер 6 августа 1998 года в американском округе Кук в штате Иллинойс.